# 激変!ミラクルチェンジ
『激変!ミラクルチェンジ』（げきへん ミラクルチェンジ）とは、2010年10月13日から2011年3月30日まで、TBSテレビにて放送されていた美のエンターテインメントをテーマにしたドキュメントバラエティである。ハイビジョン制作。

## 概要
それまで5回にわたり放送された特別番組『あの日に帰りたい』が『激変!ミラクルチェンジ』とのタイトルでレギュラー番組化されたものである。
初回は2時間スペシャルだが収録に時間が掛かった事や編集に膨大な時間を掛けたこと、さらにはこれまでの内容を振り返るシーンを放送したことや編成上の都合から2週完結であり、初回の後編も2時間スペシャルで放送された。

## 出演者
司会
- さまぁ〜ず（総合司会）
  - 大竹一樹
  - 三村マサカズ

ダイエットマスター
- 石田純一（ダイエットマスター）

アシスタント
- 安東弘樹（TBSアナウンサー）

ナレーション
- 中井和哉

## 視聴率
- 初回SPが15.5%と健闘。第2回SPも12.6%と好調であった。しかし、第3回には10.0%。第4回では6.2%と激減していった。

## 本番組の扱い
- TBS系列では1982年開始の『そこが知りたい』からローカルセールス枠を設けている。そのため同時ネット局であっても個別にローカル編成を組む場合があった。ただし、2時間SPの場合は、下記に記載されている未ネット局でも2時間SP（19:00 - 20:49）または1時間SP（裏送り版、20:00 - 20:54）のどちらかにして放送された。

## ネット局と放送時間
| 放送対象地域   | 放送局名                  | 系列    | 放送時間           | ネット状況 |
| -------------- | ------------------------- | ------- | ------------------ | ---------- |
| 関東広域圏     | TBSテレビ (TBS)           | TBS系列 | 水曜 19:00 - 19:55 | 制作局     |
| 北海道         | 北海道放送 (HBC)          | TBS系列 | 水曜 19:00 - 19:55 | 同時ネット |
| 岩手県         | IBC岩手放送 (IBC)         | TBS系列 | 水曜 19:00 - 19:55 | 同時ネット |
| 宮城県         | 東北放送 (TBC)            | TBS系列 | 水曜 19:00 - 19:55 | 同時ネット |
| 山形県         | テレビユー山形 (TUY)      | TBS系列 | 水曜 19:00 - 19:55 | 同時ネット |
| 福島県         | テレビユー福島 (TUF)      | TBS系列 | 水曜 19:00 - 19:55 | 同時ネット |
| 新潟県         | 新潟放送 (BSN)            | TBS系列 | 水曜 19:00 - 19:55 | 同時ネット |
| 富山県         | チューリップテレビ（TUT） | TBS系列 | 水曜 19:00 - 19:55 | 同時ネット |
| 石川県         | 北陸放送 (MRO)            | TBS系列 | 水曜 19:00 - 19:55 | 同時ネット |
| 鳥取県・島根県 | 山陰放送 (BSS)            | TBS系列 | 水曜 19:00 - 19:55 | 同時ネット |
| 広島県         | 中国放送 (RCC)            | TBS系列 | 水曜 19:00 - 19:55 | 同時ネット |
| 愛媛県         | あいテレビ (itv)          | TBS系列 | 水曜 19:00 - 19:55 | 同時ネット |
| 長崎県         | 長崎放送 (NBC)            | TBS系列 | 水曜 19:00 - 19:55 | 同時ネット |
| 大分県         | 大分放送 (OBS)            | TBS系列 | 水曜 19:00 - 19:55 | 同時ネット |
| 沖縄県         | 琉球放送(RBC)             | TBS系列 | 水曜 19:00 - 19:55 | 同時ネット |
| 中京広域圏     | 中部日本放送 (CBC)        | TBS系列 | 木曜 20:00 - 20:54 | 遅れネット |
| 福岡県         | RKB毎日放送 (RKB)         | TBS系列 | 木曜 20:00 - 20:54 | 遅れネット |
| 鹿児島県       | 南日本放送 (MBC)          | TBS系列 | 木曜 20:00 - 20:54 | 遅れネット |
| 近畿広域圏     | 毎日放送 (MBS)            | TBS系列 | 不定期放送         | 遅れネット |

## スタッフ
- ナレーター：中井和哉
- 構成：森一盛、佐藤雄介、川野将一、池上奈々／倉本美津留
- 技術プロデューサー：中市友
- TD/SW：菅野恒雄
- CAM：石井友幸
- VE：小野寺毅
- AUD：和田啓之
- 照明：武藤佑介
- 美術プロデューサー：木村文洋
- 美術デザイン：別所晃吉
- 美術進行：横山勇
- 大道具：大野寿子
- 大道具操作：鈴木康之
- 装飾：高田修司
- アクリル装飾：松本健
- ヘアメイク：真知子、若橋夕子、武部千里
- スタイリスト：生田剛
- 音響効果：金子寛史
- TK：藤井佑季
- CG：荻野崇、パークグラフィックス
- 編集：落合英之
- EED：岡本広
- MA：塩釜亮平
- リサーチ：ワイズプロジェクト
- 制作協力：ソケット
- 協力：フジアール、共立、スタジオヴェルト、レモンスタジオ、バイオエステBTB、エルセーヌ
- 医療監修：ハラダ・クリニック
- 編成：片山剛・藤原麻知
- 企画協力：神崎茂
- AP：棚橋弘紀、正岡なおみ
- 演出：市島晃生、稲村健、丸亀太郎
- プロデューサー：石田優子、櫻井雄一
- 制作：共同テレビ・TBS

## 備考
- 2011年3月16日放送分は5日前に東日本大震災が発生した関係で『Nスタ・第3部』を急遽放送したため、休止となった。